# Ромарио
Рома́рио де Со́уза Фа́рия (порт.-браз. Romário de Souza Faria; род. 29 января 1966[…], Рио-де-Жанейро) — бразильский футболист, нападающий, политик. В 1994 году получил медаль чемпиона мира и был признан лучшим футболистом года в мире. В 2010 году был избран в нижнюю палату Национального конгресса от Социалистической партии Бразилии. С 1 февраля 2015 года Ромарио являлся федеральным сенатором Бразилии от штата Рио-де-Жанейро (один из семи сенаторов от Социалистической партии Бразилии), срок полномочий истек в 2023 году.

## Биография

### Ранние годы
Ромарио родился в Рио-де-Жанейро в семье Эдеваира ди Соузы Фария и Мануэлы Ладислау Фария. До трёх лет семья жила в бедном районе Жакарезиньо на севере Рио, а затем переехала в более благополучную Вила-да-Пенью. Там Ромарио начал играть в команде «Эстрелинья» (с порт. «Звёздочка»), основанной его отцом. Довольно быстро перерос уровень сверстников и перебрался в более старшие возрастные группы.
В конце 1979 года 13-летний Ромарио попал в молодёжный состав клуба «Олария». В дебютном матче против юношей «Америки» «коротышка» забил три гола и помог своей команде выиграть матч со счётом 5:1. Выступал он в команде для игроков не старше 15 лет, и большинство партнёров и соперников были его старше почти на два года. В первом же сезоне Ромарио помог команде выиграть чемпионат Рио-де-Жанейро для игроков не старше 15 лет, став при этом лучшим бомбардиром турнира с семью мячами.
Сразу же юный нападающий привлёк внимание «Васко да Гамы», но в юношескую академию одного из грандов футбола Кариоки он попал только в 1981 году. Сначала Ромарио взяли «на стажировку», и только когда ему исполнилось 16 лет, «адмиралы» сумели заключить с игроком первый молодёжный контракт.

### «Васко да Гама» (1985—1988)
В основе «Васко» Ромарио дебютировал сравнительно поздно — через неделю после своего 19-летия, 6 февраля 1985 года, он вышел на замену Марио Тилико в матче чемпионата Бразилии против «Коритибы» (3:0). Дебютировал игрок при тренере Антонио Лопесе. Первый гол за основной состав Ромарио забил в победном (6:0) товарищеском матче против команды «Нова Венесия» из штата Эспириту-Санту, сыгранном 18 августа того же года. Однако впервые на профессиональном уровне он заявил о себе в конце года, заняв второе место в списке лучших бомбардиров Лиги Кариоки 1985, причём уступив первое место только более опытному партнёру по команде Роберто Динамиту. Впрочем, уже в 1986 году, а затем и в сезоне 1987, Ромарио уже становился победителем в споре лучших бомбардиров чемпионата штата Рио-де-Жанейро.
В 1987 и 1988 годах Ромарио помог «адмиралам» дважды подряд выиграть чемпионат штата. Оба раза в финале был повержен самый принципиальный соперник — «Фламенго».

### ПСВ (1988—1993)

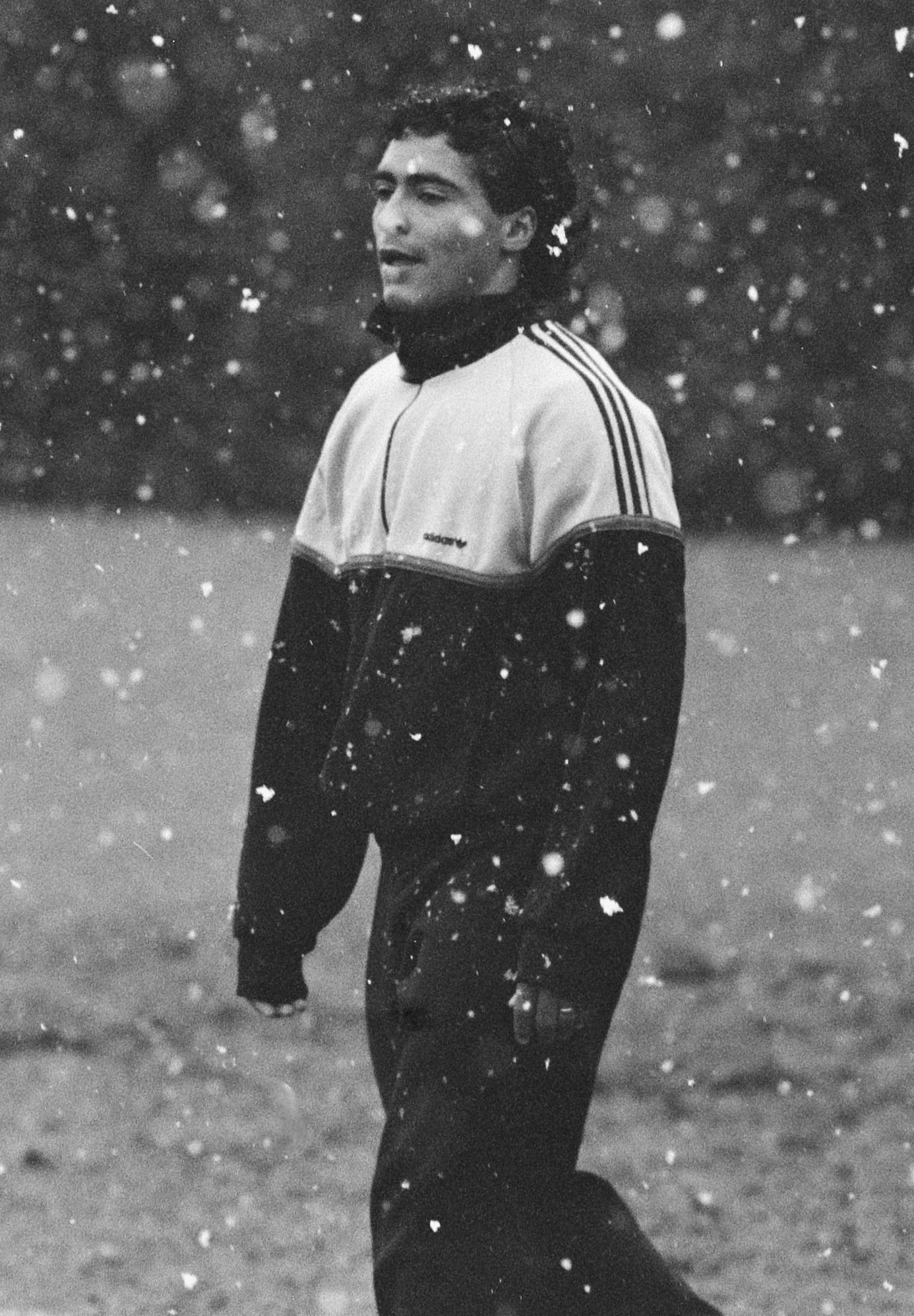
Ромарио в составе ПСВ, февраль 1989 года

Проведя выдающийся турнир на Олимпийских играх 1988 года в Сеуле (забив и в полуфинале, и в финале, в котором бразильцы в дополнительное время уступили сборной СССР), Ромарио перешёл в ПСВ. Нидерландский клуб заплатил «Васко» за переход нападающего 6 млн долларов, что стало рекордной суммой для бразильских футболистов. Для переговоров в Бразилию прилетал лично главный тренер эйндховенского клуба Гус Хиддинк. Новичок дебютировал за действующего победителя Кубок чемпионов 30 октября 1988 года в матче против «Твенте» (3:0). В первом же сезоне Ромарио стал лучшим бомбардиром чемпионата Нидерландов, а своей команде помог оформить «золотой дубль». 
1 ноября 1989 года сделал хет-трик во втором тайме матча Кубка чемпионов против «Стяуа». Это был всего лишь второй хет-трик футболиста из Бразилии в матчах Кубка чемпионов за последние 25 лет (ещё один сделал Жуари из «Порту» в 1985 году).
4 ноября 1992 года сделал хет-трик в ворота греческого АЕКа в матче Лиги чемпионов УЕФА (5:0). Это был второй хет-трик в истории Лиги чемпионов.
За пять сезонов в ПСВ Ромарио показал выдающуюся результативность — в 148 официальных матчах он забил 128 мячей. Летом 1993 года «Барселона» купила Ромарио за 4,5 миллиона долларов.

### «Барселона» (1993—1994)
В «Барселоне», которая в 1992 году впервые в истории выиграла Кубок чемпионов, под руководством Йохана Кройфа собралась звёздная команда. Ромарио в каталонском клубе стал самым высокооплачиваемым бразильским футболистом. Его приходу сначала противился болгарский форвард Христо Стоичков, который опасался, что из-за ограничений на легионеров, не представляющих Европейский союз, мог потерять место в основе. Однако вскоре Ромарио и Стоичков подружились как на поле, так и за его пределами.
Два сезона в «Барселоне» Ромарио провёл на высочайшем уровне. В первом же противостоянии с мадридским «Реалом» бразилец оформил хет-трик, а «Барса» разгромила принципиального соперника со счётом 5:0. В сезоне 1993/94 Ромарио забил 30 голов в Ла Лиге, став её лучшим бомбардиром. «Барселона» стала победителем чемпионата, защитив свой титул и в 1995 году. Однако в том сезоне Ромарио провёл лишь его первую часть, поскольку в январе 1995 года добился разрешения на переход во «Фламенго».

### «Фламенго» и «Валенсия» (1994—1999)
Ради возвращения на родину футболист согласился на снижение зарплаты. После хорошего начала, а именно победы в Кубке Гуанабара, «Фламенго» не сумел стать чемпионом штата, а Ромарио проиграл спор за звание лучшего бомбардира первенства Тулио Маравилье. В чемпионате Бразилии 1995 года у «Фламенго» в атаке играли Ромарио, Эдмундо и Савио, но это не принесло успеха. В 1996 году «коротышка» стал лучшим бомбардиром Лиги Кариоки, а на международной арене помог «красно-чёрным» выиграть Золотой Кубок.
В середине 1996 года Ромарио перешёл в «Валенсию» за 980 млн песет (7,84 млн долларов). Однако возвращение в Испанию было коротким. В октябре того же года, после ссоры с Луисом Арагонесом, Ромарио вернулся во «Фламенго».
В 1997 году Ромарио вернулся в «Валенсию» по просьбе нового главного тренера Хорхе Вальдано. Нападающий довольно неплохо провёл предсезонные матчи, но после третьего тура чемпионата Испании 1997/98 Вальдано был уволен. С новым тренером, Клаудио Раньери, у Ромарио отношения не заладились с самого начала, и 17 декабря того же года было объявлено о повторном возвращении форварда во «Фламенго».

### Третье пребывание в «Васко» (2005—2006)
В 2005 году, в 39 лет он снова стал лучшим бомбардиром чемпионата Бразилии.

### Последние годы игровой карьеры (2006—2009)
В 2006 году перешёл в американский клуб «Майами» из первого дивизиона.

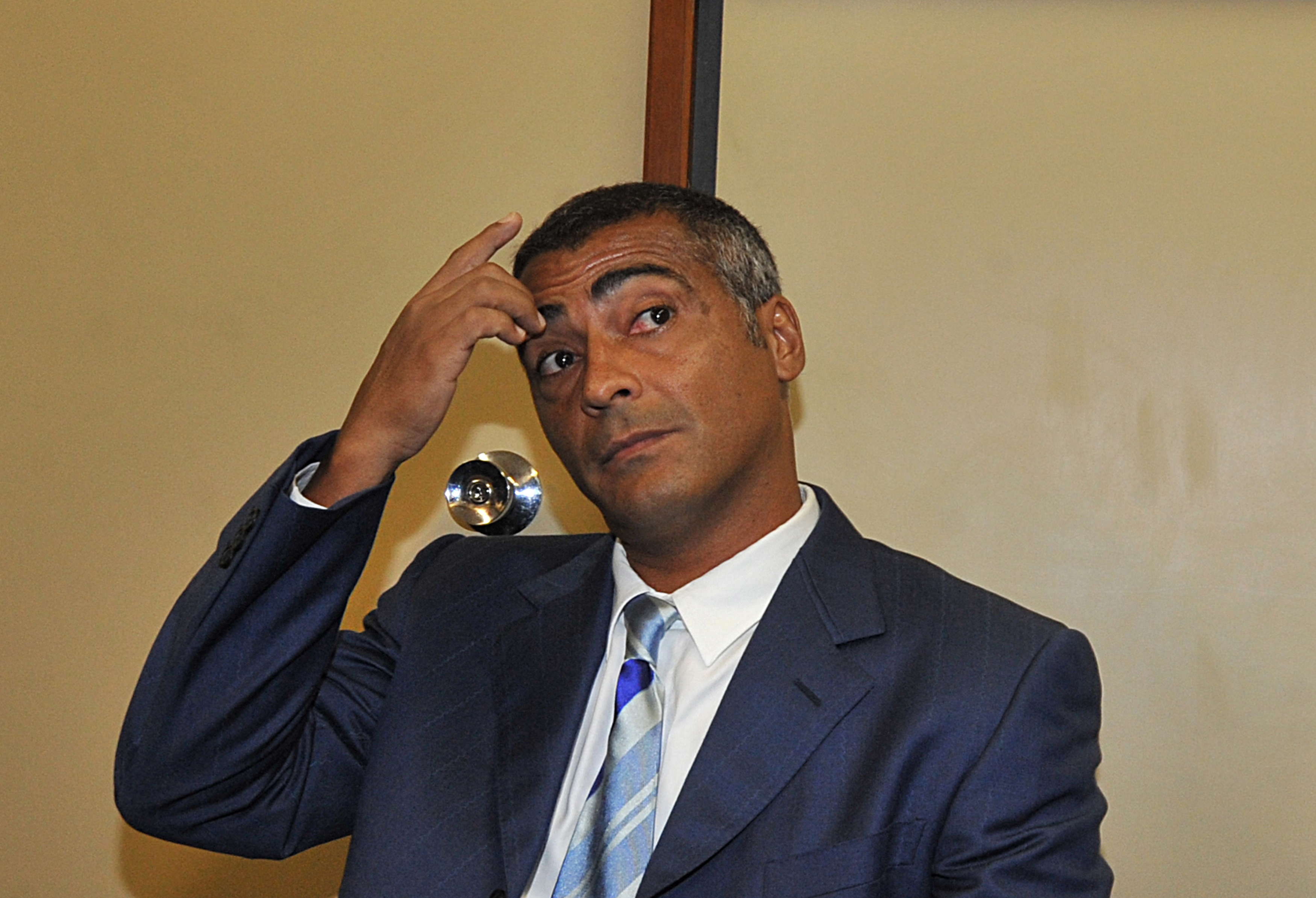
Ромарио в 2010 году

В 2007 году 41-летний форвард перешёл в клуб, где начинал карьеру, в «Васко да Гама», и забил пять мячей за эту команду, приблизившись к преодолению отметки в 1000 забитых мячей за карьеру. 21 мая 2007 года в матче против «Спорта Ресифи» Ромарио забил свой 1000-й гол (это достижение включает также и 77 мячей, забитых за молодёжные составы «Оларии» и «Васко да Гамы»). Однако этот рекорд не признан официально. По утверждению ФИФА, Ромарио приписал на свой счёт не менее 77 голов, забитых на детском, юношеском и молодёжном уровне, и, как минимум, 21 гол, забитый в товарищеских играх. Ромарио от этих претензий не отказывался. Несмотря на это, в 2012 году аргентинское издание El Gráfico поставило Ромарио на первое место среди самых результативных бомбардиров в истории мирового футбола. Аргентинские журналисты учли в статистике 768 голов Ромарио, на девять больше, чем у Йозефа Бицана, и на 11 больше, чем у Пеле.
После допингового скандала 15 апреля 2008 года Ромарио официально объявил о завершении спортивной карьеры (хотя его простили, так как допинг попал через средство от облысения).
В середине 2009 года было объявлено о подписании контракта Ромарио с клубом «Америка» из Рио-де-Жанейро. Ромарио согласился помочь клубу вернуться в элитный дивизион Лиги Кариоки.
В апреле 2024 года 58-летний Ромарио подписал контракт игрока с клубом «Америка» из Рио-де-Жанейро, объяснив это желанием сыграть вместе со своим сыном.

### Выступления за сборную Бразилии
Вскоре после дебюта в основе «Васко да Гамы» Ромарио стал привлекаться к матчам за молодёжную сборную Бразилии. Однако перед чемпионатом мира среди молодёжных команд 1985 года в СССР (который в итоге Бразилия выиграла) нападающий был отчислен из команды за нарушение режима. Тренер Жилсон Нунес заявил, что Ромарио «связался» с проходившими по улице женщинами вместо того, чтобы сосредоточиться на подготовке к турниру вместе с командой.

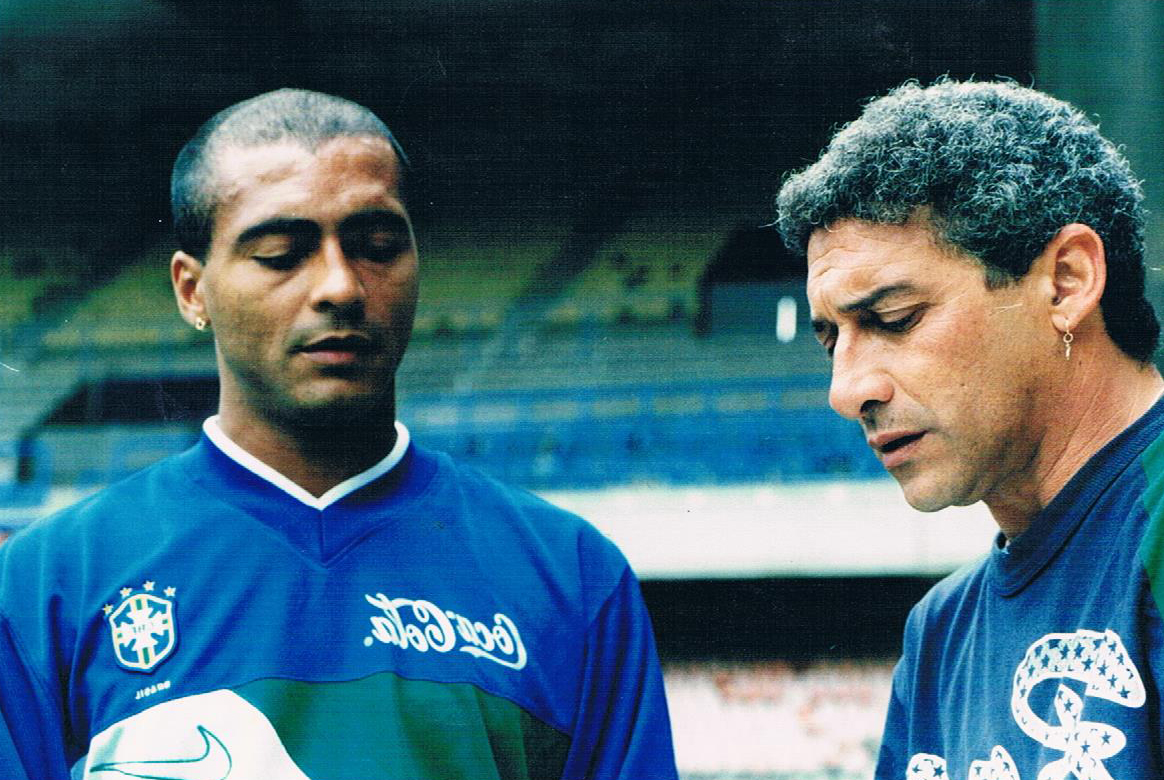
Ромарио (слева) на тренировке со сборной Бразилии

В ходе отборочного турнира к чемпионату мира 1994 года Ромарио публично подверг критике главного тренера «селесана» Карлоса Алберто Паррейру, из-за чего пропустил несколько матчей. Однако в решающей игре на «Сентенарио» Ромарио оформил дубль в ворота Уругвая, благодаря чему сборная Бразилии всё же сумела завоевать путёвку на Мундиаль. В 1994 году на чемпионате мира в США Ромарио забил пять важных мячей — Камеруну, России и Швеции в групповом турнире, Нидерландам — в четвертьфинале и Швеции в полуфинале. Ещё один мяч был забит в послематчевой серии пенальти в финале с Италией. Спустя 24 года после предыдущего триумфа Бразилия вновь стала чемпионом мира.
После чемпионата мира 1994 года Ромарио «метался» между двумя континентами, меняя клубы, надолго исчез из сборной, но сумел вернуться в неё в 1997 году. К чемпионату мира 1998 года тренерами наигрывалась связка «Ро-Ро»: Ромарио — Роналдо. Сыграть на чемпионате мира во Франции «коротышке» помешала травма, полученная незадолго до начала турнира. Он почти успел восстановиться, но тренер Марио Загалло решил не брать его на турнир. В итоге 11-й номер, который успел получить в заявке Ромарио, был передан заменившему его Эмерсону Феррейре.
В 2002 году тренер сборной Бразилии Луис Фелипе Сколари вычеркнул Ромарио из окончательной заявки на чемпионат мира в Корее и Японии, несмотря на то, что он стал лучшим бомбардиром чемпионата страны. Отказ Сколари от услуг Ромарио вызвал в стране стихийные демонстрации.

## Признание заслуг
Стадион на 10 000 зрителей в Дуки-ди-Кашиасе назван в честь Ромарио.
Статуя Ромарио появилась на поле стадиона «Сан-Жануариу» в Рио-де-Жанейро, где футболист забил свой тысячный гол.

## Личная жизнь
Сын Ромариньо (р. 1993) — также стал футболистом. В 2015 году сыграл 2 матча за «Васко да Гама».

## Титулы и достижения

### Командные достижения
«Васко да Гама»
- Чемпион штата Рио-де-Жанейро (2): 1987, 1988
- Чемпион Бразилии: 2000
- Обладатель Кубка Меркосур: 2000
- Итого: 4 трофея

«ПСВ»
- Чемпион Нидерландов (3): 1988/89, 1990/91, 1991/92
- Обладатель Кубка Нидерландов (2): 1988/89, 1989/90
- Итого: 5 трофеев

«Барселона»
- Чемпион Испании (2): 1992/93, 1993/94
- Обладатель Суперкубка Испании: 1994
- Финалист Лиги чемпионов УЕФА: 1993/94
- Итого: 3 трофея

«Аль-Садд»
- Чемпион Катара: 2003/04
- Обладатель Кубка Наследного принца Катара: 2003
- Обладатель Кубка эмира Катара: 2003
- Итого: 3 трофея

«Фламенго»
- Чемпион штата Рио-де-Жанейро (2): 1996, 1999
- Обладатель Золотого кубка: 1996
- Обладатель Кубка Меркосур: 1999
- Итого: 4 трофея

Сборная Бразилии
- Обладатель Кубка Америки (2): 1989, 1997
- Обладатель Кубка конфедераций: 1997
- Серебряный призёр Олимпийских игр: 1988
- Чемпион мира: 1994
- Итого: 4 трофея

### Личные достижения
- Лучший бомбардир Лиги Кариоки (7): 1986 (20 голов), 1987 (16 голов), 1996 (26 голов), 1997 (18 голов), 1998 (10 голов), 1999 (16 голов), 2000 (19 голов) — рекорд
- Лучший бомбардир чемпионата Нидерландов (3): 1988/89 (19 голов), 1989/90 (23 гола), 1990/91 (25 голов, вместе с Деннисом Бергкампом)
- Лучший бомбардир чемпионата Испании: 1993/94 (30 голов)
- Лучший бомбардир чемпионата Бразилии (3): 2000 (20 голов, вместе с Дилом и Магно Алвесом), 2001 (21 гол), 2005 (22 гола)
- Лучший бомбардир Кубка европейских чемпионов/Лиги чемпионов УЕФА (2): 1989/90 (6 голов, вместе с Жан-Пьером Папеном), 1992/93 (7 голов)
- Лучший бомбардир Клубного чемпионата мира по футболу: 2000 (3 гола, вместе с Николя Анелька)
- Лучший бомбардир молодёжного чемпионата Южной Америки: 1985 (5 голов)
- Лучший бомбардир Кубка конфедераций: 1997 (7 голов)
- Лучший бомбардир Олимпийского футбольного турнира: 1988 (7 голов)
- Футболист года в Нидерландах: 1989
- Футболист года в Бразилии («Золотой мяч»): 2000
- Входит в символическую сборную чемпионата Бразилии («Серебряный мяч») (3): 2000, 2001, 2005
- Футболист года в Южной Америке: 2000
- Обладатель трофея ЕФЕ лучшему латиноамериканскому футболисту: 1994
- Лучший футболист чемпионата мира 1994
- Входит в состав символической сборной по итогам чемпионата мира 1994
- Игрок года ФИФА: 1994
- Входит в список 100 лучших футболистов XX века по версии журнала World Soccer (26 место)
- Входит в список ФИФА 100

## Статистика выступлений

### Обзор карьеры
| Команда                        | Период                              | Официальные матчи | Официальные матчи | Неофициальные матчи | Неофициальные матчи | Итого | Итого |
| Команда                        | Период                              | Игры              | Голы              | Игры                | Голы                | Игры  | Голы  |
| ------------------------------ | ----------------------------------- | ----------------- | ----------------- | ------------------- | ------------------- | ----- | ----- |
| Васко да Гама                  | 1985—1988 1999—2002 2005—2006, 2007 | 348               | 265               | 85                  | 78                  | 433   | 343   |
| ПСВ                            | 1988—1993                           | 148               | 128               | 27                  | 38                  | 175   | 166   |
| Барселона                      | 1993—1995                           | 66                | 39                | 18                  | 14                  | 84    | 53    |
| Фламенго                       | 1995—1999                           | 214               | 186               | 28                  | 18                  | 242   | 204   |
| Валенсия                       | 1996—1997                           | 12                | 6                 | 9                   | 9                   | 21    | 15    |
| Флуминенсе                     | 2002—2004                           | 75                | 47                | 13                  | 15                  | 88    | 62    |
| Аль-Садд                       | 2003                                | 3                 | 0                 | 0                   | 0                   | 3     | 0     |
| Майами                         | 2006                                | 26                | 19                | 3                   | 3                   | 29    | 22    |
| Аделаида Юнайтед               | 2006                                | 4                 | 1                 | 0                   | 0                   | 4     | 1     |
| Америка (Рио-де-Жанейро)       | 2009                                | 1                 | 0                 | 3                   | 1                   | 4     | 1     |
| Бразилия                       | 1987—2005                           | 70                | 55                | 6                   | 9                   | 76    | 64    |
| Бразилия (до 20)               | 1985                                | 11                | 11                | 0                   | 0                   | 11    | 11    |
| Бразилия (олимп.)              | 1988                                | 8                 | 8                 | 2                   | 4                   | 10    | 12    |
| Бразилия (бывш.)               | 2004—2005                           | 2                 | 5                 | 0                   | 0                   | 2     | 5     |
| Сборная Рио-де-Жанейро         | 1987—2004                           | 3                 | 3                 | 0                   | 0                   | 3     | 3     |
| Сборная Рио-де-Жанейро (до 20) | 1984                                | 1                 | 0                 | 0                   | 0                   | 1     | 0     |
| Прочие сборные                 | 1989—1995                           | 2                 | 3                 | 0                   | 0                   | 2     | 3     |
| Прочие                         | 1994—2016                           | -                 | -                 | 20                  | 35                  | 20    | 35    |
| Всего за карьеру               | Всего за карьеру                    | 994               | 776               | 214                 | 224                 | 1208  | 1000  |

### Клубная карьера
| Клуб                     | Сезон                    | Лига | Лига | Лига Кариока | Лига Кариока | Кубки | Кубки | Кубки КОНМЕБОЛ / Еврокубки | Кубки КОНМЕБОЛ / Еврокубки | Прочие | Прочие | Итого | Итого |
| Клуб                     | Сезон                    | Игры | Голы | Игры         | Голы         | Игры  | Голы  | Игры                       | Голы                       | Игры   | Голы   | Игры  | Голы  |
| ------------------------ | ------------------------ | ---- | ---- | ------------ | ------------ | ----- | ----- | -------------------------- | -------------------------- | ------ | ------ | ----- | ----- |
| Васко да Гама            | 1985                     | 7    | 0    | 21           | 11           | -     | -     | 0                          | 0                          | 0      | 0      | 28    | 11    |
| Васко да Гама            | 1986                     | 26   | 10   | 25           | 20           | -     | -     | 0                          | 0                          | 0      | 0      | 51    | 30    |
| Васко да Гама            | 1987                     | 14   | 7    | 24           | 16           | -     | -     | 0                          | 0                          | 0      | 0      | 38    | 23    |
| Васко да Гама            | 1988                     | 0    | 0    | 24           | 16           | -     | -     | 0                          | 0                          | 0      | 0      | 24    | 16    |
| Васко да Гама            | Итого                    | 47   | 17   | 94           | 63           | 0     | 0     | 0                          | 0                          | 0      | 0      | 141   | 80    |
| ПСВ                      | 1988/89                  | 24   | 19   | -            | -            | 5     | 4     | 2                          | 2                          | 3      | 1      | 34    | 26    |
| ПСВ                      | 1989/90                  | 20   | 23   | -            | -            | 3     | 2     | 4                          | 6                          | 0      | 0      | 27    | 31    |
| ПСВ                      | 1990/91                  | 25   | 25   | -            | -            | 3     | 5     | 2                          | 0                          | 0      | 0      | 30    | 30    |
| ПСВ                      | 1991/92                  | 14   | 9    | -            | -            | 1     | 0     | 2                          | 0                          | 1      | 0      | 18    | 9     |
| ПСВ                      | 1992/93                  | 26   | 22   | -            | -            | 3     | 3     | 9                          | 7                          | 1      | 0      | 39    | 32    |
| ПСВ                      | Итого                    | 109  | 98   | 0            | 0            | 15    | 14    | 19                         | 15                         | 5      | 1      | 148   | 128   |
| Барселона                | 1993/94                  | 33   | 30   | -            | -            | 2     | 0     | 10                         | 2                          | 2      | 0      | 47    | 32    |
| Барселона                | 1994/95                  | 13   | 4    | -            | -            | 0     | 0     | 5                          | 3                          | 1      | 0      | 19    | 7     |
| Барселона                | Итого                    | 46   | 34   | 0            | 0            | 2     | 0     | 15                         | 5                          | 3      | 0      | 66    | 39    |
| Фламенго                 | 1995                     | 16   | 8    | 21           | 26           | 5     | 1     | 4                          | 2                          | 1      | 0      | 47    | 37    |
| Фламенго                 | 1996                     | 3    | 0    | 19           | 26           | 5     | 1     | 0                          | 0                          | 10     | 6      | 37    | 33    |
| Фламенго                 | Итого                    | 19   | 8    | 40           | 52           | 10    | 2     | 4                          | 2                          | 11     | 6      | 84    | 70    |
| Валенсия                 | 1996/97                  | 5    | 4    | -            | -            | 0     | 0     | 0                          | 0                          | 0      | 0      | 5     | 4     |
| Валенсия                 | 1997/98                  | 6    | 1    | -            | -            | 1     | 1     | 0                          | 0                          | 0      | 0      | 7     | 2     |
| Валенсия                 | Итого                    | 11   | 5    | 0            | 0            | 1     | 1     | 0                          | 0                          | 0      | 0      | 12    | 6     |
| Фламенго                 | 1997                     | 4    | 3    | 18           | 18           | 8     | 7     | 0                          | 0                          | 6      | 7      | 36    | 35    |
| Фламенго                 | 1998                     | 20   | 14   | 11           | 10           | 4     | 6     | 3                          | 4                          | 2      | 1      | 40    | 35    |
| Фламенго                 | 1999                     | 19   | 12   | 15           | 16           | 7     | 7     | 7                          | 8                          | 6      | 3      | 54    | 46    |
| Фламенго                 | Итого                    | 43   | 29   | 44           | 44           | 19    | 20    | 10                         | 12                         | 14     | 11     | 130   | 116   |
| Всего за «Фламенго»      | Всего за «Фламенго»      | 62   | 37   | 84           | 96           | 29    | 22    | 14                         | 14                         | 25     | 17     | 214   | 186   |
| Васко да Гама            | 2000                     | 28   | 20   | 17           | 19           | 2     | 1     | 11                         | 11                         | 14     | 15     | 72    | 66    |
| Васко да Гама            | 2001                     | 18   | 21   | 11           | 13           | 0     | 0     | 9                          | 5                          | 0      | 0      | 38    | 39    |
| Васко да Гама            | 2002                     | 0    | 0    | 5            | 8            | 7     | 5     | 0                          | 0                          | 13     | 13     | 25    | 26    |
| Васко да Гама            | Итого                    | 46   | 41   | 33           | 40           | 9     | 6     | 20                         | 16                         | 27     | 28     | 135   | 131   |
| Флуминенсе               | 2002                     | 26   | 16   | 0            | 0            | 0     | 0     | 0                          | 0                          | 0      | 0      | 26    | 16    |
| Флуминенсе               | 2003                     | 21   | 13   | 4            | 5            | 0     | 0     | 0                          | 0                          | 0      | 0      | 25    | 18    |
| Флуминенсе               | 2004                     | 13   | 5    | 9            | 6            | 2     | 2     | 0                          | 0                          | 0      | 0      | 24    | 13    |
| Флуминенсе               | Итого                    | 60   | 34   | 13           | 11           | 2     | 2     | 0                          | 0                          | 0      | 0      | 75    | 47    |
| Аль-Садд (аренда)        | 2002/03                  | 3    | 0    | -            | -            | 0     | 0     | -                          | -                          | 0      | 0      | 3     | 0     |
| Аль-Садд (аренда)        | Итого                    | 3    | 0    | 0            | 0            | 0     | 0     | 0                          | 0                          | 0      | 0      | 3     | 0     |
| Васко да Гама            | 2005                     | 30   | 22   | 10           | 7            | 2     | 1     | 0                          | 0                          | 0      | 0      | 42    | 30    |
| Васко да Гама            | 2006                     | 0    | 0    | 10           | 6            | 1     | 3     | 0                          | 0                          | 0      | 0      | 11    | 9     |
| Васко да Гама            | Итого                    | 30   | 22   | 20           | 13           | 3     | 4     | 0                          | 0                          | 0      | 0      | 53    | 39    |
| Майами                   | 2006                     | 25   | 19   | -            | -            | 1     | 0     | -                          | -                          | 0      | 0      | 26    | 19    |
| Майами                   | Итого                    | 25   | 19   | 0            | 0            | 1     | 0     | 0                          | 0                          | 0      | 0      | 26    | 19    |
| Аделаида Юнайтед         | 2006/07                  | 4    | 1    | -            | -            | -     | -     | -                          | -                          | 0      | 0      | 4     | 1     |
| Аделаида Юнайтед         | Итого                    | 4    | 1    | 0            | 0            | 0     | 0     | 0                          | 0                          | 0      | 0      | 4     | 1     |
| Васко да Гама            | 2007                     | 6    | 3    | 9            | 10           | 3     | 2     | 1                          | 0                          | 0      | 0      | 19    | 15    |
| Васко да Гама            | Итого                    | 6    | 3    | 9            | 10           | 3     | 2     | 1                          | 0                          | 0      | 0      | 19    | 15    |
| Всего за «Васко да Гама» | Всего за «Васко да Гама» | 129  | 83   | 156          | 126          | 15    | 12    | 21                         | 16                         | 27     | 28     | 348   | 265   |
| Америка (Рио-де-Жанейро) | 2009                     | 0    | 0    | 1            | 0            | 0     | 0     | -                          | -                          | 0      | 0      | 1     | 0     |
| Америка (Рио-де-Жанейро) | Итого                    | 0    | 0    | 1            | 0            | 0     | 0     | 0                          | 0                          | 0      | 0      | 1     | 0     |
| Всего за карьеру         | Всего за карьеру         | 449  | 311  | 254          | 233          | 65    | 51    | 69                         | 50                         | 60     | 46     | 897   | 691   |